# 프리실라 반스
프리실라 반스(Priscilla Barnes, 1955년 12월 7일 ~ )는 미국의 배우이다.